# Charlotte Munch
Charlotte Munch, née le 8 juin 1967 à Copenhague (Danemark), est une femme politique danoise, membre des Démocrates danois.

## Biographie
Charlotte Munch est fleuriste à partir de 1996, jusqu'à ce qu'elle devienne dirigeante d'une clinique en 2013.
Engagée au sein de Venstre, elle est candidate aux élections municipales de novembre 2013 à Hvidovre, sans parvenir à être élue. Tête de liste pour le parti lors des élections municipales de 2017, elle remporte un siège au conseil municipal. De nouveau tête de liste, elle est réélue en novembre 2021.
En août 2022, elle quitte Venstre quand est investie candidate aux élections législatives pour les Démocrates danois, le nouveau parti fondé par l'ancienne ministre Inger Støjberg, également issue de Venstre. Elle est élue députée au Folketing lors des élections législatives du 1er novembre. Après le scrutin, elle devient la porte-parole du groupe parlementaire des Démocrates danois pour la politique étrangère et l'emploi.
En décembre 2024, elle démissionne de son mandat de conseillère municipale de Hvidovre.